# 506
506 (DVI) var ett normalår som började en söndag i den julianska kalendern.

## Händelser

### September
- 10 september — Biskoparna av visigotiska Gallien möts i Agdesynoden.

### Okänt datum
- Bysantinska riket och Persien accepterar ett fredsfördrag baserat på status quo.
- Staden Dara i Syrien befästs av Anastasius I som gräns mot Persien.
- Den romerska lagsamlingen Lex Romana Visigothorum är klar.

## Födda
- Sanghapala, Mon-Khmer-munk (död 518)
- Wei Shou
- Kejsar Zhang Yao'er

## Avlidna
- Peter, romersk usurpator.